# Acylita monosticta
Acylita monosticta är en fjärilsart som beskrevs av D. Jones 1908. Acylita monosticta ingår i släktet Acylita och familjen nattflyn. Inga underarter finns listade i Catalogue of Life.